# لایل (مینه‌سوتا)
لایل، مینه‌سوتا (به انگلیسی: Lyle, Minnesota) یک شهر در ایالات متحده آمریکا است که در شهرستان مور، مینه‌سوتا واقع شده‌است.

## خصوصیات
لایل ۱٫۹۷ کیلومترمربع مساحت و ۵۵۱ نفر جمعیت دارد و ۳۶۷ متر بالاتر از سطح دریا واقع شده‌است.